# Други шлезвички рат
Немачко-дански рат или Други шлезвички рат (дан. 2. Slesvigske Krig) је био други сукоб између Данске и Пруске због питања Шлезвиг-Холштајна. Рат је почео 1. фебруара 1864. када је пруска војска прешла границу Шлезвига.
Данска се борила против Пруске и Аустрије. Као и у Првом шлезвичком рату, и овај рат се водио због контроле нан војводствима Шлезвиг и Холштајн услед питања права наследства над војводствима Холштајн и Лауенбург, пошто је дански краљ умро, а да није оставио наследника који би био прихватљив за Немачку конфедерацију. Повод за рат је било данско усвајање Новембарског устава, који је интегрисао војводство Шлезвиг у Данско краљевство, што је било кршење Лондонског протокола.
Рат се завршио 30. октобра 1864. када су Бечким миром Данској одузета војводства Шлезвиг, Холштајн и Сакс-Лауенбург и дате Пруској и Аустрији. Ово је такође био последњи сукоб из кога је Аустрија/Аустроугарска изашла као победник.

## Позадина
У новембру 1863. Данска је донела Устав, које је требало да важи и за Шлезвиг. Тиме се нису више држали споразума о миру из 1851. године. Пруски канцелар Ото фон Бизмарк искористио је ту прилику да реши питање Шлезвига у немачку корист. Бизмарк је дао Данској кратки ултиматум и одмах након завршетка ултиматума Пруска и Аустрија објавиле су рат против Данске.

## Рат
Пошто је пруско-аустријски захтев да се Данска одрекне Шлезвига био одбијен, снаге Немачког савеза (саксонске, хановерске, пруске и аустријске) ушле су 22. децембра 1863. у Лауенбург и Холштајн, а данске су се повукле у Шлезвиг. Подржавана од Велике Британије и Шведске, Данска није прихватила понуђене услове мира, па је пруско-аустријским трупама 31. јануара 1864. наређено да упадну у Шлезвиг.
Пруска и Аустрија почеле су рат снагама јачине око 60.000 војника (2 пруска и 1 аустријски корпус), под командом фелдмаршала Ф. Врангела, а Данска са војском (3 пешадијске дивизије и 1 коњичка дивизија) јачине око 54.000 људи под командом генерала Кристјана Месе (дан. Christian Julius de Meza).
Да би избегли обилазак и пресецање одступнице, данске снаге су, уз мање сукобе, наставиле повлачење кроз Шлезвиг. После евакуације Фленсбурга 7. фебруара, дански генерал Меса посео је дипелски мостобран са 2 пешадијске дивизије, северни део острва Алс са 1 пешадијском бригадом, а мањим снагама затворио правце који воде у Јиланд. Почетком марта пруски комбиновани корпус (око 20.000 пешака, 3.750 коњаника, 1.200 пионира, 96 оруђа) принца Фридриха Карла изоловао је данске снаге на дипелском мостобрану и отпочео напад за освајање Дипела. У огорченим борбама за сваки блокхауз, Пруси су одбацили преостале данске снаге преко Алс Сунда и до 18. марта овладали читавим мостобраном. 
Остале пруско-аустријске снаге продужиле су наступање на север. У бици код Вајлеа 8. марта аустријски корпус генерала Л.Габленца нанео је Данцима пораз. После освајања Фредерише 29. априла, где је заплењено 219 топова, пруско-аустријске снаге су у јуну и јулу освојиле већи део Јиланда и сва већа севернофризијска острва.
Уговором о миру, потписаним у Бечу 30. октобра 1864, Данска је приморана да се одрекне покрајина Шлезвиг-Холштајн и Лауенбург.

### Операције на мору
Данска је крајем 1863. била премоћна на Балтичком и Северном мору. Имала је 5 оклопних бродова, 23 брода разних класа дрвене градње (од којих 1 линијски брод и 4 фрегате) и 8 великих бродова на једра. Прусија је у Балтичком мору имала 3 парне корвете, 2 авиза, 18 топовњача, 6 бродова на једра и више топовњача на весла.
После проглашења присаједињења Шлезвига и протеста Прусије, Данска је 15. марта 1863. блокирала обалу пред ушћем Одре, а два дана касније код Јасмунда дошло је до неодлучне битке између Данских и пруских бродова. Ради подршке пруској флоти, Аустрија је упутила у Северно море део своје флоте.
Одред аустријских и неколико мањих пруских бродова под командом Вилхелма Тефетхофа, сударио се са Данцима у близини Хелголанда 9. маја. После неодлучне битке, Данци напуштају блокаду испред Лабе и полазе на Категат ради евентуалне одбране Копенхагена од главнине аустријске флоте, која је 1. јула упловила у Куксхафен (Cuxhaven) и, истог месеца, запленила у препаду на западну обалу Данске већи број мањих данских обалских бродова.
Иако није могла рачунати на долазак аустријске флоте у Балтик, пруској флоти успело је да добрим распоредом својих јединица држи Данце далеко од западног дела Балтичког мора. Знатно јача данска флота није знала да искористи своју надмоћност и укаже јачу подршку копненој војсци, а није располагала довољним бројем бродова да би одржавала ефикасну блокаду у Балтичком мору и у Хелголандском заливу.

## Последице
Немачко-дански рат је у априлу 1864. завршен победом Пруске и Аустрије. Преговори о подели Шлезвига нису довели до никаквог резултата, тако да је Шлезвиг-Холштајн био под заједничком управом Пруске и Аустрије, а не, што је био циљ, независно војводство. Поједини делови Шлезвига су остали дански: острво Еро, седам Кирхшпила јужно од Колдинга и један мали део северније од Рипена. Зато дански краљ предаје данске енклаве, које нису припадале Шлезвигу, (Лохарде, Мегелтондерхеред, Листланд на Силту, Зид-Рем, Амрум, Вестерланд-Фер).
Након Аустријско-пруског рата 1866. године Шлезвиг-Холштајн је постао пруска провинција, а од 1871. део Немачког царства. Главно питање политике канцелара Бизмарка било је питање Шлезвиг-Холштајна, што је оснивањем Немачког царства решено.